# Israel Vibration
Az Israel Vibration egy jamaicai reggaeegyüttes, tagjai Lascelle „Wiss” Bulgin, Albert „Apple Gabriel” Craig, és Cecil „Skeleton” Spence. Mindhárman gyermekbénulásban szenvedtek és egy rehabilitációs központban ismerkedtek meg. Útjaik később különváltak, de mindhárman megtértek a rasztafári valláshoz, és Kingstonban újraegyesülve megalapították együttesüket. Első albumokhoz a Twelve Tribes of Israel rasztafári vallási csoport adott pénzbeli segítséget.

## Lemezek
- The Same Song (1978)
- Unconquered People (1980)
- Why You So Craven (1981)
- Strength of My Life (1989)
- Dub Vibration: Israel Vibration in Dub (1990)
- Praises (1990)
- Forever (1991)
- The Best of Israel Vibration (1991)
- Vibes Alive (1992)
- IV (1993)
- I.V.D.U.B. (1994)
- Survive (1995)
- On the Rock (1995)
- Dub the Rock (1995)
- Sugar Me (1995)
- Israel Dub (1996)
- Free to Move (1996)
- Live Again! (1997)
- Pay the Piper (1999)
- Practice What Jah Teach (1999)
- Jericho (2000)
- Dub Combo (2001)
- Fighting Soldiers (2003)
- Live & Jammin (2003)
- Stamina (2007)

## Külső hivatkozások
- Israel Vibration  a  Last.fm-en
- Fansite from Israel Vibration
- Reggae Ska Rasta 100% concius